# Whigham
Whigham è un comune degli Stati Uniti d'America, situato nello stato della Georgia, nella contea di Grady.